# Заложник

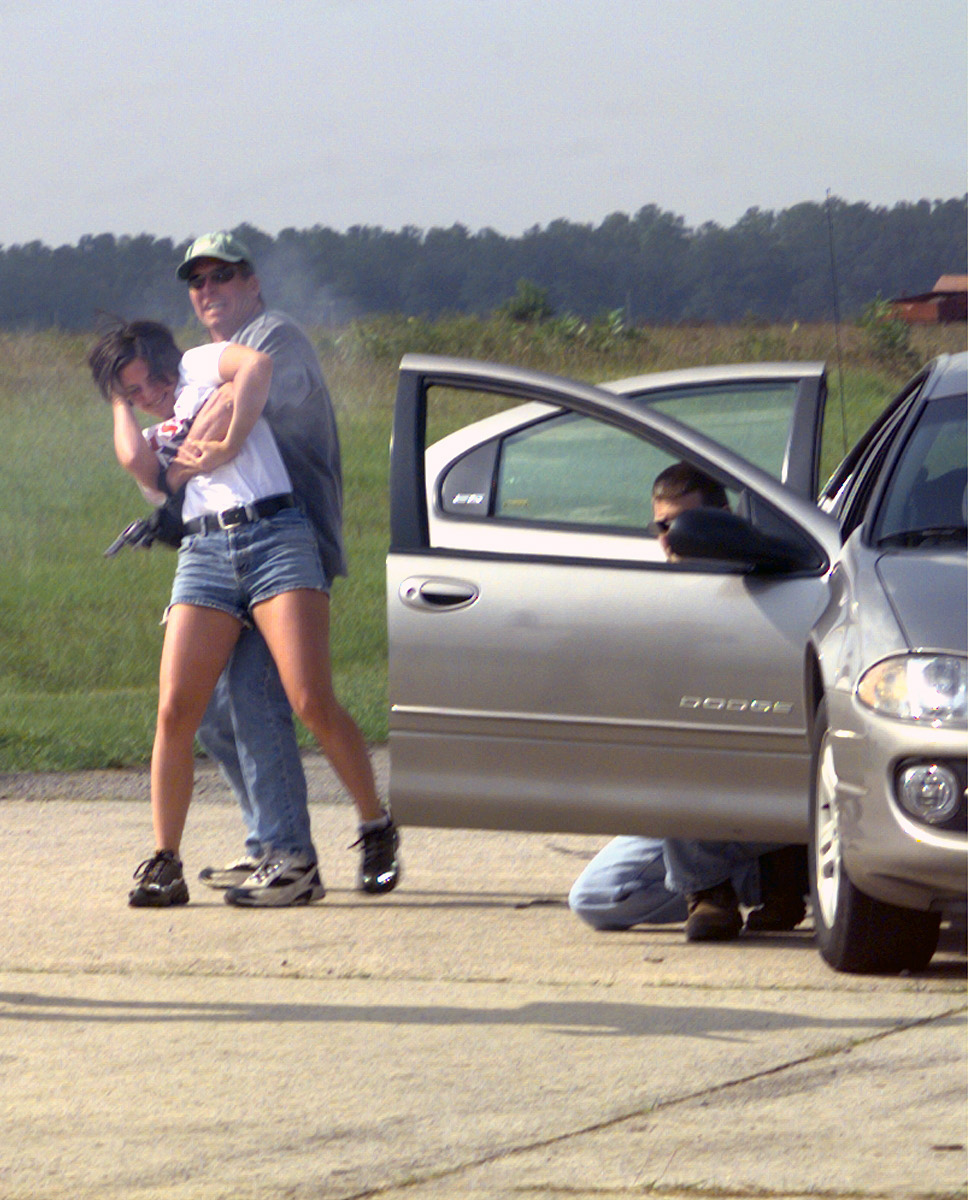
Учения по освобождению заложников (США)

Зало́жник — человек, удерживаемый силой с целью заставить кого-либо (родственников заложника, представителей власти или тому подобное) совершить определённые действия, выполнить некие обязательства или воздержаться от совершения нежелательных действий ради освобождения заложника, недопущения его убийства или нанесения вреда его здоровью.
Практика взятия заложников была распространена с древнейших времён, где заложники из числа родственников правителей отдельных территорий являлись гарантией их лояльности по отношению к удерживающим заложников правителям других территорий. Известны также случаи «горизонтального» заложничества, когда стороны обменивались заложниками в виде гарантий выполнения обязательств. В ходе войн заложники нередко брались для дополнительного давления на противника или использования в качестве «живого щита».
В настоящее время[когда?] международными договорённостями (Женевской конвенцией, Конвенцией ООН о борьбе с захватом заложников и т. д.) и национальными законами стран мира взятие заложников запрещено и является тяжким преступлением. Однако практика взятия заложников осталась широко распространена в террористических акциях, а также иногда используется государствами для давления друг на друга или политических противников внутри страны.

## Виды взятия заложников
Взятие заложников может выражаться в различных формах и преследовать различные цели. Наиболее простым и древним случаем является «вертикальное» взятие заложников с целью вымогательства чего-либо, то есть создания новых обязательств перед захватчиком, случаи взятия заложников с целью принуждения к выполнению существующих обязательств встречаются реже, а случаи «горизонтального» заложничества, когда предоставление заложников являлось добровольным решением одной из сторон, остались лишь в истории. В последнее время при террористических атаках захват заложников стал самоцелью деяния.

### Непрямое удержание заложников
В настоящее время взятие заложников является тяжким преступлением, однако как инструмент давления на людей и организации остаётся крайне эффективным. Поэтому произошла мутация процесса взятия заложников, когда силой удерживается не собственно человек, а его вещи (как правило, документы или средства передвижения), без которых он фактически является заложником, так как не может покинуть место заточения не подвергаясь опасности или преследованию. В этом случае, как правило, действующее законодательство не нарушается (либо нарушение не носит тяжкий характер) и организаторы деяния не привлекаются к ответственности.
Особенно распространена подобная форма взятия заложников с целью принуждения к выполнению неких обязательств (зачастую, обязательств третьей стороны). Так, подобная практика довольно широко распространена в туристическом бизнесе, когда владельцы отелей изымают и удерживают документы туристов при сомнениях в оплате оказанных услуг турфирмой.

## История взятия заложников

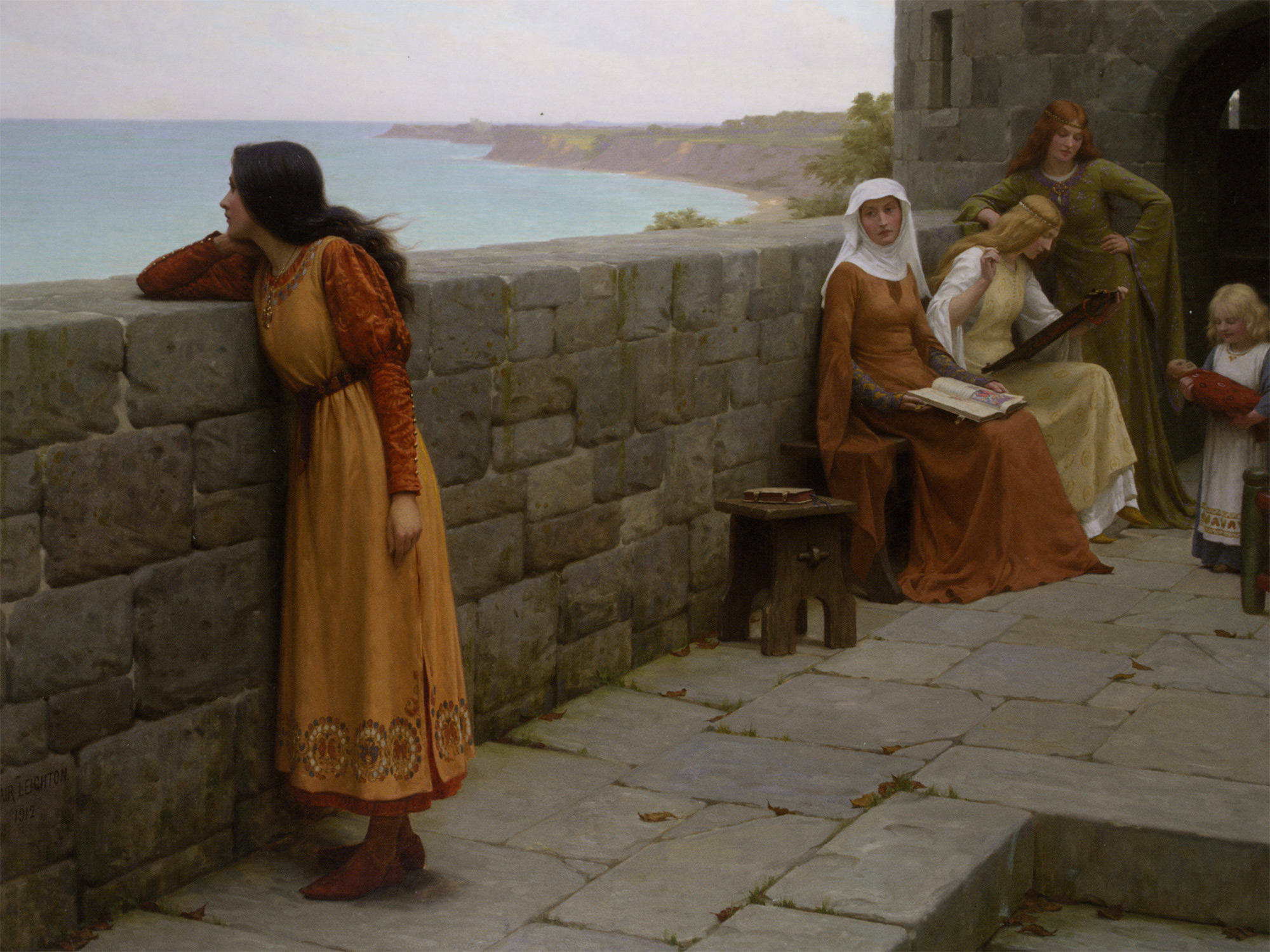
Эдмунд Лейтон «Заложники»

### Древний мир
Заложничество известно с древнейших времён, когда оно использовалось как методика обеспечения лояльности среди покорённых народов. Для этого завоеватели забирали с собой заложников из числа родственников правителей. Нередко подобная практика обеспечивала такую покорность местных царей и князей, что они полностью теряли независимость, становясь фактически «чиновниками» метрополии.
Данное явление получило повсеместное распространение — от древнего Египта, Римской империи и древнего Китая до первых славянских государств. Исследователи полагают, что заложничество имеет столь же древнюю историю, как война и месть. Известно, что ещё 2300 лет до н. э. при Саргоне Древнем представителей знатных родов держали при дворе в качестве заложников.
«Горизонтальное» заложничество так же было распространено в древнейшем мире. При этом отправление заложников носило добровольный характер и демонстрировало высокую готовность соблюдать достигнутые договорённости. Отношение к подобным добровольным заложникам у «залогодержателей» было почтительным, им предоставляли всё необходимое. В средние века и новое время горизонтальное заложничество сменилось близкими по смыслу династическими браками.

### Средние века
Японский сёгун Иэясу Токугава в начале XVII века для сохранения своей власти, захваченной в ходе гражданской войны между влиятельными японскими даймё, широко использовал институт заложничества. При нём все представители влиятельных родов Японии должны были часть времени проводить в его замке Эдо (нынешний Токио), а при их отсутствии в замке в заложниках оставались их ближайшие родственники.

### Новое время
В период завоевания Сибири русскими властями удерживались аманаты — заложники из родоплеменной знати, которых держали под караулом в уездных городах и острогах, чтобы соплеменники исправно платили ясак. Аманаты содержались на «аманатском дворе», где находилась особая караульная изба. Порядок перемены аманатов устанавливался по соглашению с ясачными людьми. Аманатам полагалось казённое содержание. С енисейских кыргызов аманатов брали сибирские воеводы и Алтан-ханы. Русские власти продолжали удерживать аманатов вплоть до 1730-х годов.
Изъятие заложников в качестве гарантии покорности горцев практиковалось Российской империей и во время завоевания Северного Кавказа.
Во Франции после переворота 30 прериаля VII года Республики (18 июня 1799 г.) был принят Закон о заложниках для борьбы с роялистскими восстаниями в Вандее. В целях предотвращения убийств республиканцев были взяты в качестве заложников родственники эмигрантов, заключены в тюрьму и подлежали казни при любой попытке к бегству. Наполеоном в 1796 году были использованы аналогичные меры по борьбе с восстанием в Ломбардии.
В ходе франко-прусской войны 1870 года, пруссаки также между сдачей города и его окончательной оккупацией брали заложников в качестве гарантии от вспышек насилия со стороны жителей. Расстрелы заложников производились только в случае гибели прусских солдат. Также пруссаки брали в заложники выдающихся людей или чиновников из городов или районов для обеспечения выплаты городами репараций (при неуплате репараций их не расстреливали, а лишь удерживали в плену). Для предотвращения диверсий некоторое число французов были размещены на прусских военных поездах.

### Новейшее время

#### Первая мировая война
Во время Первой мировой войны германские власти осуществляли расстрелы заложников в оккупированных городах, в которых партизаны или прорвавшиеся в тыл казаки нападали на германских солдат (например, в городах Анденна, Тамин, Калиш, Ченстохова). Так, в захваченном Намюре (Бельгия) германское командование сделало такое объявление: «Все улицы будут заняты немецкой стражей, которая уведёт по 10 заложников с каждой улицы. Если на улице будет совершено нападение, 10 заложников будут расстреляны».
Заложников из числа жителей оккупированных австро-венгерских территорий брала также российская армия. Заложников в оккупированной Галиции начали брать согласно распоряжению главнокомандующего Юго-Западным фронтом от 22 сентября 1914 года. По данным Георгия Бобринского было взято не менее 700 заложников. В основном заложников брали из числа состоятельных евреев — директоров банков, городских голов, торговцев, промышленников, представителей интеллигенции. Этих заложников вывезли в Киевскую, Черниговскую, Полтавскую и Симбирскую губернии.
При отступлении в 1915 году из Галиции российские власти вывезли в качестве заложников в Киев множество поляков. Поляков вывезли «в обеспечение оставшихся жителей, благожелательно относившихся к России, от мести австрийских войск». Осенью 1915 года этих заложников обязали за собственный счет выехать из Киева в отдаленные губернии. После жалоб поляков российские власти приняли следующее решение: заложникам-славянам (полякам и украинцам) разрешили остаться в Киеве или уехать в место по их выбору (но под надзор полиции), а заложников-неславян (в основном евреев) было решено отправить в Сибирь. В ноябре — декабре 1915 года решали вопрос с другой партией из 114 заложников и 34 высланных из Галиции лиц. Они оказались без теплой одежды и им выделили на ее приобретение единовременное денежное пособие в размере 50 рублей, а также ежемесячное пособие на питание. Специальная комиссия пересмотрела их дела, выяснив, что на большинство заложников не было материалов об их антироссийской деятельности. В итоге из 114 заложников освободили 90 человек (22-м из них разрешили вернуться через нейтральную Румынию в Австро-Венгрию). Остальные 24 антироссийски настроенных заложника были высланы в Казанскую губернию и в Сибирь.
В июне 1915 года, в соответствии с распоряжением главнокомандующего армиями Юго-Западного фронта генерала Н. И. Иванова, главному начальнику Киевского военного округа предписывалось взять заложников из числа немцев-колонистов в соотношении 1 заложник на 1000 человек населения. По этому же распоряжению у населения колоний предполагалось изъять практически всё продовольствие, а в места проживания немцев должны были поселить беженцев. Заложников предписывалось поместить в тюрьму до конца войны, в случае невыполнения населением данного распоряжения им угрожала смертная казнь. По мнению историка С. Г. Нелиповича, «это редчайший в истории пример, когда заложников брали из числа собственного населения».

#### Взятие заложников красными
Взятие заложников широко применялось советской властью во время Гражданской войны в России и красного террора в 1918—1922 годах. Большинство из вовлечённых в гражданскую войну на стороне большевиков старых дореволюционных военных специалистов было принуждено красными воевать на их стороне под угрозой расстрела членов их семей, превращённых в заложников. После покушения на Ленина 30 августа 1918 г. был издан следующий приказ Народного комиссара внутренних дел Г. И. Петровского от 3 сентября 1918 года:

Все известные правые эсеры должны быть немедленно арестованы. Из буржуазии и офицерства должно быть взято значительное количество заложников. При малейших попытках сопротивления должен применяться массовый расстрел.— Еженедельник ВЧК. 1918. N 1. С. 11.
Взятие заложников и их расстрел широко применялись при подавлении Тамбовского восстания в 1921 г.
О методе заложничества П. Кропоткин в 1920 году писал Ленину так:

Неужели никто из Вас не вдумался в то, — что такое заложник.
Это значит, что человек засажен в тюрьму — не как наказанный за какое-то преступление: что его держат в тюрьме, чтобы угрожать его смертью своим противникам. — «Убьете одного из наших: убьем столько-то из ваших». — Но разве это не все равно, что выводить человека каждое утро на казнь и отводить его назад в тюрьму, говоря: «Погодите, не сегодня».
Неужели Ваши товарищи не понимают, что это равносильно постановлению пытки — для заложников и их родных.
Надеюсь, никто из Ваших товарищей не скажет мне, что людям, стоящим у власти, также не весело жить на свете; нынче даже среди королей есть такие, которые смотрят на покушение на их жизнь, как на «особенность их ремесла». А революционеры — так сделала Луиза Мишель — берут на себя защиту перед судом покушавшегося на их жизнь; или отказываются преследовать их, как это сделали Малатеста и Вольтерина де-Клер.
Даже короли и попы отказались от таких варварских способов самозащиты, как заложничество. Как же Вы, проповедники новой жизни и строители новой общественности, можете прибегать к такому оружию для защиты от врагов? Не будет ли это признаком того, что Вы считаете свой коммунистический опыт неудавшимся, и спасаете уже не дорогое Вам строительство жизни, а лишь самих себя.
— О заложниках: Письмо В. И. Ленину (Кропоткин, 1920)
Уже в 1923 г. в Украине система заложничества была узаконена путём введения института так называемых десятихатников в местностях, где вводилось исключительное или военное положение.

#### Взятие заложников белыми
Отдельные военачальники Белого движения также издавали приказы о взятии заложников, например, в приказе начальника 2-й чехословацкой стрелковой дивизии полковника Крейчего от 11 мая 1919 года говорилось о взятии заложников из числа жителей населённых пунктов расположенных в 20 вёрстной зоне от полотна железной дороги, их расстреле, сжигании подозрительных деревень, при совершении диверсий вызвавших крушение эшелонов и невыдаче виновных. Однако правительство Колчака, если узнавало о подобных приказах, отменяло их. Французский генерал М. Жанен выразил недовольство отменой приказа Крейчего и сослался на схожий приказ губернатора Енисейской и части Иркутской губернии генерала С. Н. Розанова, особого уполномоченного Колчака в г. Красноярске от 27 марта 1919 года, в котором, в частности, говорилось:

…6. Среди населения брать заложников, в случае действия односельчан, направленного против правительственных войск, заложников расстреливать беспощадно.— 
В ответ Жанену было сообщено, что и приказ Розанова был отменён.
Позже Колчак во время суда над ним подчеркнул своё отрицательное отношение к заложничеству:

Попов. Вы запретили, а не предали суду за это убийство?
Колчак. Нет, потому что я считал, что, в сущности говоря, он имеет право бороться всеми способами, какие только возможны, что есть известный пункт, который по чрезвычайным обстоятельствам дает каждому начальнику на это право, но прибегать к такому приему, как заложничество, я считал недопустимым, и считал, что ответственность лиц, не причастных к делу, недопустима.— 

#### Вторая мировая война
Ещё во время подготовки Мюнхенского путча Гитлером высказывалась идея использования помещённых в концентрационные лагеря людей в качестве заложников, угроза убийства которых должна предотвратить вмешательство иностранных государств в политику Германии. Несколько позже Гитлер, который по мнению некоторых исследователей искренне верил в существование «мирового еврейского правительства», пытался использовать евреев в качестве заложников для влияния на мировую политику через этнических евреев, обладавших значимыми финансовыми возможностями и занимающих высокие посты в других государствах.
В ответ на любые действия партизан, диверсантов, террористов на оккупированных нацистской Германией территориях (особенно на территории СССР) оккупанты осуществляли массовые казни как заранее взятых заложников, так и мирных жителей, захваченных после таких действий. Так, в сентябре 1941 года начальник Верховного командования вооружённых сил нацистской Германии Вильгельм Кейтель приказывал:

Для того чтобы в зародыше задушить недовольство, необходимо при первых же случаях незамедлительно принимать самые решительные меры для того, чтобы укрепить авторитет оккупационных властей и предотвратить дальнейшее распространение движения. При этом следует иметь в виду, что человеческая жизнь в соответствующих странах в большинстве случаев ничего не стоит и что устрашающего действия можно добиться лишь с помощью исключительно жестких мер. Искуплением за жизнь каждого немецкого солдата в таких случаях должна служить, как правило, смертная казнь 50—100 коммунистов. Способы этих казней должны ещё увеличивать степень устрашающего воздействия.
— Приказ В. Кейтеля от 16.9.41 относительно: коммунистического повстанческого движения на оккупированных территориях
Примечательно, что на Нюрнбергском процессе над германскими генералами юго-восточного фронта (известен также как процесс по делу о заложниках) в приговоре трибунала указывалось, что в британских и американских военных уставах тоже предусматривались карательные меры против населения оккупированных территорий (коллективная ответственность) в случае враждебных действий населения (в американском уставе прямо допускались казни заложников); принципиальная допустимость казней заложников судьями признавалась и лишь указывалось, что германские генералы злоупотребляли этим методом поддержания порядка (в частности, казненные зачастую не имели никакого отношения к жителям тех населенных пунктов, где происходили нападения на оккупантов, нападавшие не были местными жителями, жители не скрывали нападавших).
Лишь Женевские конвенции 1949 года прямо запретили взятие заложников при военных действиях.

### Современная ситуация

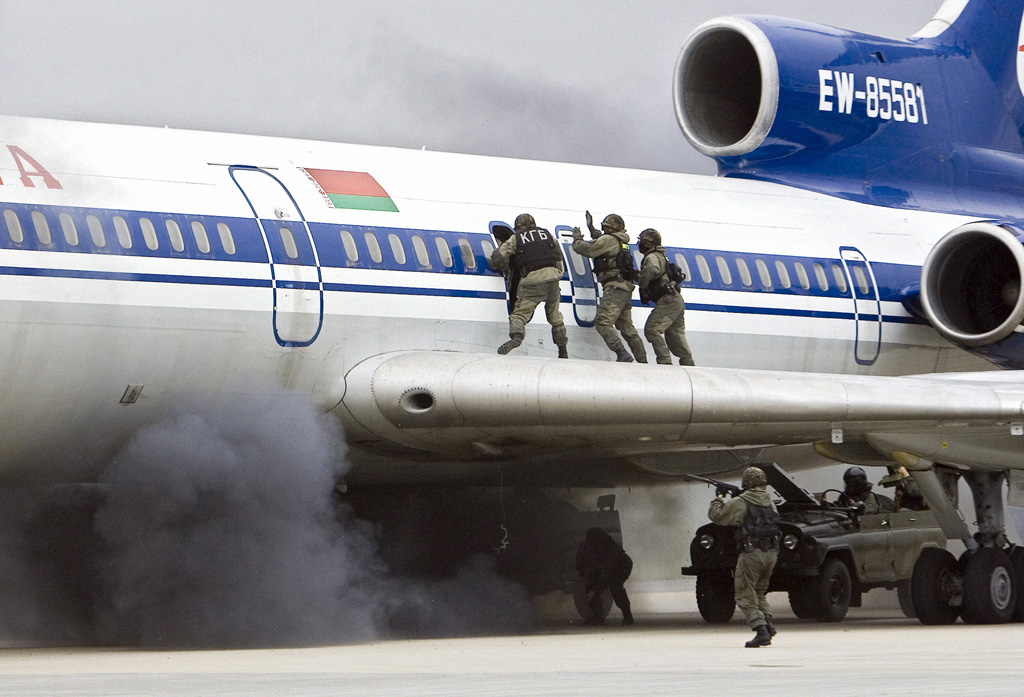
Учения «Бастион-антитеррор 2008» по освобождению заложников в захваченном самолёте. Беларусь, 2008 год

Практика заложничества продолжает зачастую применяться и в наше время, несмотря на тот факт, что 17 декабря 1979 года Организацией Объединённых Наций была принята «Международная конвенция о борьбе с захватом заложников», которая на международном правовом уровне установила преступность взятия заложников.
Помимо «прямого» захвата, связанного с насилием над личностью, используется и «непрямое» удержание заложников, когда силой удерживается не человек, а его документы или средства передвижения, без которых его свобода ограничивается.

## Взятие заложников с точки зрения права
Ещё во время Гражданской войны в США инструкции, изданные в 1863 году, содержали некоторые положения о репрессалиях в адрес мирного населения, указывающие, что репрессалии должны являться только мерами принуждения. Hа Брюссельской конференции 1874 года была сделана попытка законодательно ограничить взятие заложников, однако это не удалось. Поэтому на Гаагских конференциях 1899 и 1907 годов данный вопрос уже не поднимался.
В Гаагской конвенции о законах и обычаях сухопутной войны 1907 года появилась статья 50:

Никакое общее взыскание, денежное или иное, не может быть налагаемо на всё население за те деяния единичных лиц, в коих не может быть усмотрено солидарной ответственности населения.

Однако Редакционный комитет этой конвенции постановил, что статья 50 не относится к казни заложников, взятых заранее, то есть репрессалии являются средством принуждения, а не наказания.
Казни заложников-военнопленных были формально запрещены Женевским соглашением 1929 года об обращении с военнопленными. До Женевской конвенции 1949 года, не существовало никаких международных соглашений о защите гражданских лиц в военное время, как не существовало и никаких норм военного права, которые запрещали бы взятие заложников и казнь невинных людей.
Действовавший ещё во время Второй мировой войны параграф 358 американских «Правил ведения сухопутной войны», упоминал:

…заложники, которых берут и держат с целью предупредить какие-либо незаконные действия со стороны вооруженных сил противника или его населения, могут наказываться и уничтожаться, если противник не прекратит эти действия.

В 1948 году американский военный трибунал в Hюрнберге в одном из своих приговоров указал:

…количество казненных заложников должно соответствовать акту, совершенному противной стороной, результатом которого и явились данные репрессалии.

Женевская конвенция 1949 года запретила репрессалии, направленные против гражданских лиц, а также взятие любых заложников.
В настоящее время взятие заложников считается тяжким преступлением.
Согласно статье 206 УК РФ, захват заложника наказывается лишением свободы на срок от 5 до 10 лет. Если захват заложника сопровождался рядом отягчающих обстоятельств — срок заключения устанавливается от 6 до 15 лет, а если он был совершён организованной группой или повлёк смерть заложника по неосторожности — от 8 до 20 лет. Кроме того, если с захватом заложника было сопряжено убийство или истязание, то захват заложника является отягчающим обстоятельством для этих преступлений.

## Финансовый аспект
Теоретически большинство западных стран отвергает практику освобождения заложников за выкуп во избежание создания «рынка заложников». Есть мнение, что на практике некоторые страны выкуп платят. К таким странам, по мнению наблюдателей, относятся Франция, Италия, Германия и Испания. С другой стороны, Великобритания и США твёрдо придерживаются принципа и заложников не выкупают, что иногда приводит к гибели последних. Так, в сентябре 2014 боевики «Исламского государства», получив отказ в выкупе, демонстративно обезглавили американских журналистов Стивена Сотлоффа и Джеймса Фоли.
Позиция правительств Великобритании и США основана на предположении, что плата за освобождение одних заложников лишь повышает вероятность того, что в заложники попадут другие люди. Кроме того, выплаченные средства служат в дальнейшем источником финасирования международного терроризма. Так, расследование, проведённое американским изданием New York Times, обнаружило, что в результате выплаты выкупа за европейских заложников, в Ираке и Сирии образовался своеобразный «рынок заложников»: различные банды похищают граждан западных стран для того, чтобы продать их «Исламскому государству» для дальнейших политических манипуляций.